# Мантра Света
Мантра Света (яп. 光明真言 kōmyō shingon), также известна как Мантра неизменной верёвки — важная мантра в сингонских и кэгонских сектах буддизма. Эту мантру поют следующим образом:
- Санскрит о файле
- Романский: oṃ amogha vairocana mahāmudrā maṇipadma jvāla pravarttaya hūṃ
- Деванагари: ओं अमोघ वैरोचन महामुद्रा मणि पद्म ज्वाल प्रवर्त्तय हूं
- Siddhaṃ
- Японский: On abokya beiroshanō makabodara mani handoma jimbara harabaritaya un
- Кандзи и китайский: 唵 阿謨伽 尾盧左曩 摩訶母捺囉 麽抳 鉢納麽 入嚩攞 鉢囉韈哆野 吽

Изначально эта мантра получила небольшое упоминание в буддийских текстах Восточной Азии, и хотя Кукай привез сутру в Японию в IX веке, нет записей, что он когда-либо использовал её в тантрических практиках. Общая практика мантры света включала в себя посыпание чистым песком тела умершего человека или его могилы, произнося эту мантру. После проведения этой практики считалось, что человек, который накопил много плохой кармы, и возможно переродится в аду, сразу освободится и ему будет разрешено благоприятное перерождение в чистой Земле Будды Амитабхи. Такая практика называется dosha-kaji (яп. 土砂加持) у японцев.